# Per tu ploro

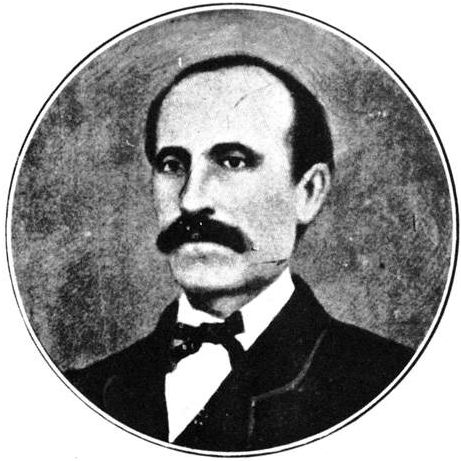
Fotografia de Pep Ventura

Per tu ploro és una sardana llarga escrita per Pep Ventura. Es desconeix l'any exacte de composició, perquè Pep Ventura no va datar pràcticament mai els seus manuscrits. Es conserva una partitura manuscrita de la mateixa sardana titulada L'enamorada. Fou interpretada a la Plaça de Catalunya l'any 1872 amb motiu d'un concert de la Cobla de Pep Ventura durant les Festes de la Mercè. La primera edició és una reducció per a piano de Lluís Millet de 1906, impulsada per Salvador Dalí Cusí i l'editor Dalmau Presas i Bru, tots dos de Figueres. Vint anys després, el 1892, Joan Maragall hi va afegir la lletra.
Un dels manuscrits de la partitura que es conserven al Centre de Documentació de l'Orfeó Català és còpia del fill de Pep Ventura, Benet Ventura, i inclou la instrumentació següent: flaviol (flabiol), tibles, tenores, "cornetines" (cornetins), "fiscornos" (fiscorn), "trombones" (trombó), "bajo" (contrabaix).

## Versions
- Salomé (1968)
- Marina Rossell, Clàssics Catalans (2007)
- Gemma Abrié, Amalgama (2016)

## Lletra
Per tu ploro (sardana)
Anèm a la montanya,—que are ve'l bon temps;
ve la Primavera,—ve la Primavera,
la-larala-la-la-la-la,
hores d'alegria, hores de tristor.
Ai del qui se'n va i no tornarà!
També més ai! del qui perd l'amor!
La-la-la.
També més ai! qui perd l'amor!
Adeu, rosa d'Abril!
Adeu, rosa encarnada!
Demà, lluny del teu rosê,
d'anyorament me moriré.
Quant te diràn la meva fi,
plora per mi, que per tu ploro;
plora per mi, mes dolçament,
que amargament no es el teu plor.
Aixuga el plor, no ploris gaire,
que't marciria'l pas de l'aire.
No ploris gens; no ploris, no.
Per tu i per mi, jo, que ja'n sé,
bé puc plorar mellor.
La-larala-la